# John Hughes (Musiker)
John Hughes (irisch Seán Ó hAodha) (* 23. Juni 1950) ist ein irischer Musiker und Talent Manager, der insbesondere für seine Arbeit bei The Corrs bekannt ist.

## Karriere

### Frühe Karriere
Hughes begann seine Karriere in den 1960er Jahren als Sänger und Gitarrist der Band Ned Spoon aus Dublin. Nachdem sich diese 1972 aufgelöst hatte, bildete er mit seinem Bruder Willie das Hippie-Duo Highway und später in den 1980ern die New Wave Band Minor Detail. Diese wurde die erste irische Band, welche einen Plattenvertrag mit einem amerikanischen Label abschloss, jedoch produzierten sie nur ein Album. Es wurde produziert von Bill Whelan, dem Musikproduzenten von Riverdance – The Show.

### Entdeckung vonThe Corrs
1991 gründete er die Band Hughes Version mit Jim Corr am Keyboard. Außerdem arbeitete derzeit als Musical Coordinator für den Film Die Commitments. Jim Corr beschloss, mit seinen drei Schwestern am Musik-Casting für den Film teilzunehmen, wovon Hughes jedoch nichts wusste. Der Casting Director Ros Hubbard, der die Corr Geschwister gehört hatte, überzeugte Hughes schließlich, die Band zu managen, obwohl er keinerlei Erfahrung auf diesem Gebiet hatte. Bis heute ist er der Manager von The Corrs.

### Wild Ocean
Nachdem Hughes für die Corrs arbeitete, vernachlässigte er seine eigene Musik. 1999 beschloss er jedoch, wieder eigenes Material zu schreiben und aufzunehmen. Das Ergebnis war das Album Wild Ocean, welches 2004 unter dem Label 14th Floor Records/Warner Records erschien. Angeblich wurde der Titel des Albums von Andrea Corr vorgeschlagen.
Auf diesem Album wirken The Corrs, The Chieftains sowie die Newcomerin Tara Blaise ebenfalls mit. Hughes bot daraufhin Tara Blaise, welche einige Songs von Wild Ocean selbst mitgeschrieben hatte, einen Plattenvertrag bei seinem Label Spokes Records an und schrieb Songs für ihr Debütalbum Dancing On Tables Barefoot mit.

### The Mandela Suite
2009 veröffentlichte Hughes seine EP The Mandela Suite. Dieses Werk ist eine Weiterentwicklung von Wild Ocean. Es besteht aus einem Liederzyklus, welcher mit Nelson Mandela beginnt, der seine eigene Hommage an die Musik rezitiert.

## Diskografie

### Alben
| Album      | Erscheinungsdatum                         |
| ---------- | ----------------------------------------- |
| Wild Ocean | 11. Okt. 2004 (UK) 22. Okt. 2004 (Irland) |

### Singles
| Single              | Erscheinungsdatum  |
| ------------------- | ------------------ |
| Deo                 | 4. Okt. 2004 (UK)  |
| Dancing in the Wind | 22. Okt. 2004 (UK) |